# سیمپل کاپادیا
سیمپل کاپادیا (آگوست ۱۹۵۸–۱۰ نوامبر ۲۰۰۹) بازیگر و طراح لباس فیلم هندی بود که از سال ۱۹۸۷ تا زمان مرگ در سال ۲۰۰۹ در شغل حرفه ای خود فعال بود.

## زندگی شخصی و اولیه
سیمپل در روز ۱۵ اوت ۱۹۵۸ از والدینی خود به نام چانیبهای و بتی کاپادیا متولد شد. او در کنار ۳ خواهر و برادر - خواهر بزرگترش دیمپل کاپادیا، خواهر کوچکترش ریم کاپادیا (که در اثر مصرف بیش از حد مواد مخدر درگذشت) و سهیل (مونا) کاپادیا، بزرگ شد.سیمپل یک پسر به نام کاران کاپادیا داشت و نیز خاله توینکل خانا و رینکی خانا بود.

## دوران شغلی
بازیگری
سیمپل کاپادیا اولین کارش را در سال ۱۹۷۷ در سن ۱۸ سالگی در نقش سومیتا ماتور در فیلم درخواست (به هندی: Anurodh) در کنار شوهر خواهرش راجش خانا انجام داد. او در فیلمهای شاکا و هزارتو نقش مقابل جیتندرا را بازی کرد.
سیمپل در فیلم‌های غارتگر، زمان نمایش، جریان زندگی و دولاها بیکتا های نقش مکمل را بازی کرد. در سال ۱۹۸۵ او در فیلم هنری رهگذر مقابل شیکهار سومان بازی کرد. آخرین کنسرت اجرای زنده سیمپل، آیتم آواز برای فیلم پاراخ در سال ۱۹۸۷ بود.
طراحی لباس
سیمپل پس از آخرین کنسرت اجرای زنده اش، به بخش طراحی لباس روی آورد و طراحی لباس بازیگرانی از جمله سانی دیول، تابو، آمریتا سینگ، سری دوی و پریانکا چوپرا را برعهده گرفت.
در سال ۱۹۹۴، در بخش طراحی لباس برای فیلم رودالی برنده جایزه ملی شد.

## فیلم‌شناسی
به عنوان بازیگر
| سال  | عنوان                    |
| ---- | ------------------------ |
| ۱۹۷۷ | تقاضا (به هندی: Anurodh) |
| ۱۹۷۸ | هزارتو                   |
| ۱۹۷۹ | احساس                    |
| ۱۹۸۰ | سوگلی                    |
| ۱۹۸۰ | غارتگر                   |
| ۱۹۸۱ | شاکا                     |
| ۱۹۸۱ | زمان نمایش               |
| ۱۹۸۱ | پاراخ                    |
| ۱۹۸۲ | دولاها بیکتا های         |
| ۱۹۸۲ | جریان زندگی              |
| ۱۹۸۲ | تومره بینا               |
| ۱۹۸۴ | هوم راه نا هوم           |
| ۱۹۸۵ | رهگذر                    |
| ۱۹۸۶ | پیار که دو پال           |

به عنوان طراح لباس
| سال  | عنوان                          |
| ---- | ------------------------------ |
| ۱۹۸۷ | انصاف                          |
| ۱۹۸۹ | شهزاده                         |
| ۱۹۹۰ | دید                            |
| ۱۹۹۰ | لیکن ...                       |
| ۱۹۹۱ | اعجوبه                         |
| ۱۹۹۳ | ترس                            |
| ۱۹۹۳ | زن امروزی                      |
| ۱۹۹۳ | رودالی                         |
| ۱۹۹۵ | باران                          |
| ۱۹۹۶ | سوگند خونین                    |
| ۱۹۹۶ | جان                            |
| ۱۹۹۶ | آه از این عشق                  |
| ۱۹۹۶ | آجی                            |
| ۱۹۹۸ | چاچی ۴۲۰                       |
| ۱۹۹۸ | وقتی عشق برای کسی اتفاق می‌افتد |
| ۱۹۹۹ | این بمبئی است عشق من           |
| ۲۰۰۱ | هندی                           |
| ۲۰۰۱ | عشق زندگی است                  |
| ۲۰۰۱ | قسم                            |
| ۲۰۰۲ | ۲۳ مارس ۱۹۳۱: شاهد             |
| ۲۰۰۴ | اگه می‌تونی منو متوقف کن        |
| ۲۰۰۵ | فکر نکرده بود                  |
| ۲۰۰۶ | نقشه                           |
| ۲۰۰۶ | گافلا                          |

## جوایز و کاندیدا
- ۱۹۹۴ - جایزه فیلم ملی بهترین طراحی لباس برای فیلم رودالی[۶]

## وفات
سیمپل کاپادیا در سال ۲۰۰۶ به سرطان مبتلا شد اما علی‌رغم درد به کار خود ادامه داد. وی در روز ۱۰ نوامبر ۲۰۰۹، در ۵۱ سالگی در بیمارستانی در آندهری، بمبئی درگذشت.